# إليزابيث أيرتون
إليزابيث أيرتون (بالإنجليزية: Elizabeth Ayrton)‏ (17 يناير 1910 في المملكة المتحدة - 17 يناير 1991 في أستراليا)؛ روائية بريطانية.